# Saint-Félix-de-Reillac-et-Mortemart
Saint-Félix-de-Reillac-et-Mortemart is een gemeente in het Franse departement Dordogne (regio Nouvelle-Aquitaine) en telt 214 inwoners (1999). De plaats maakt deel uit van het arrondissement Sarlat-la-Canéda.

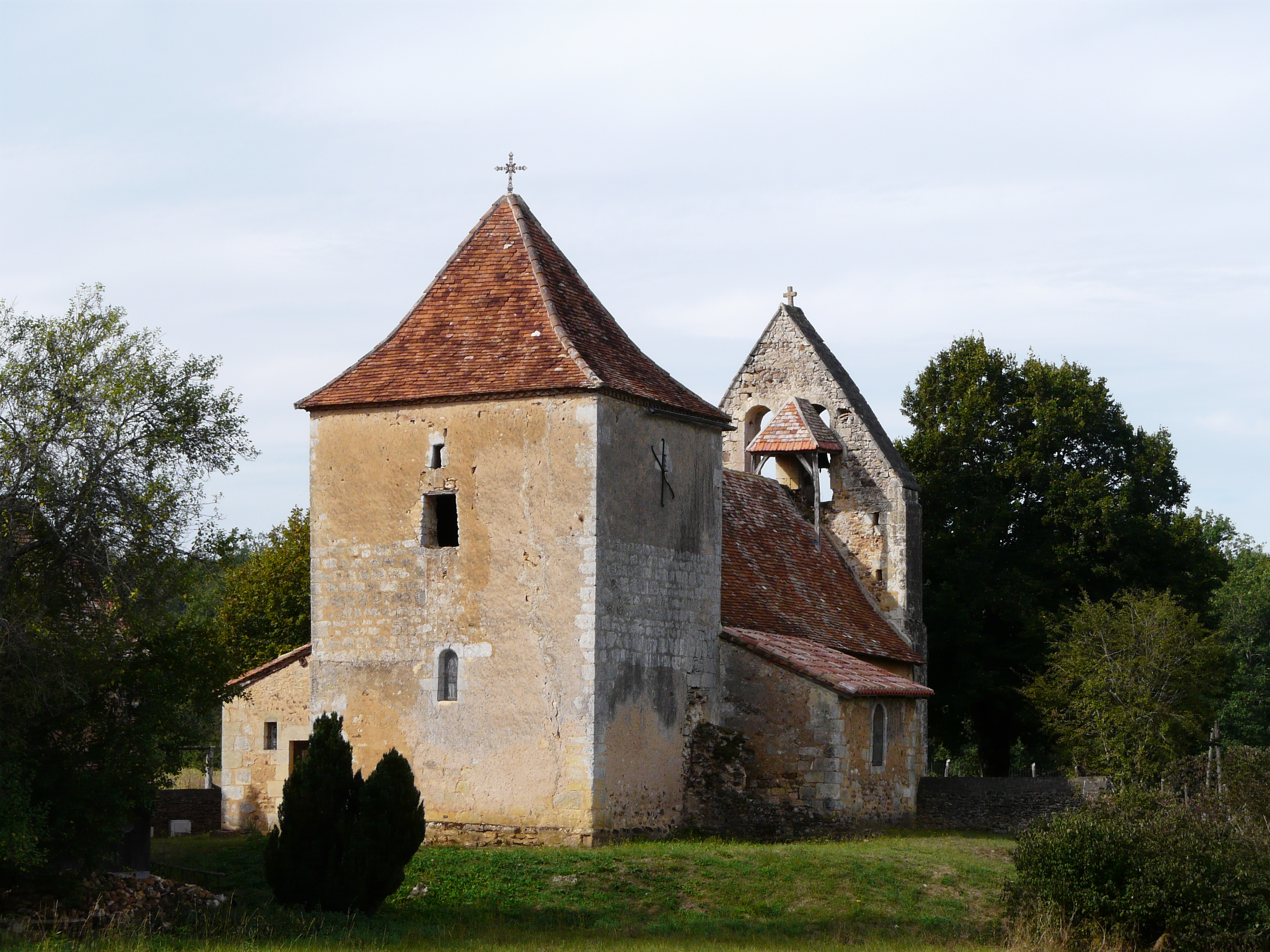
Kerk van Mortemart
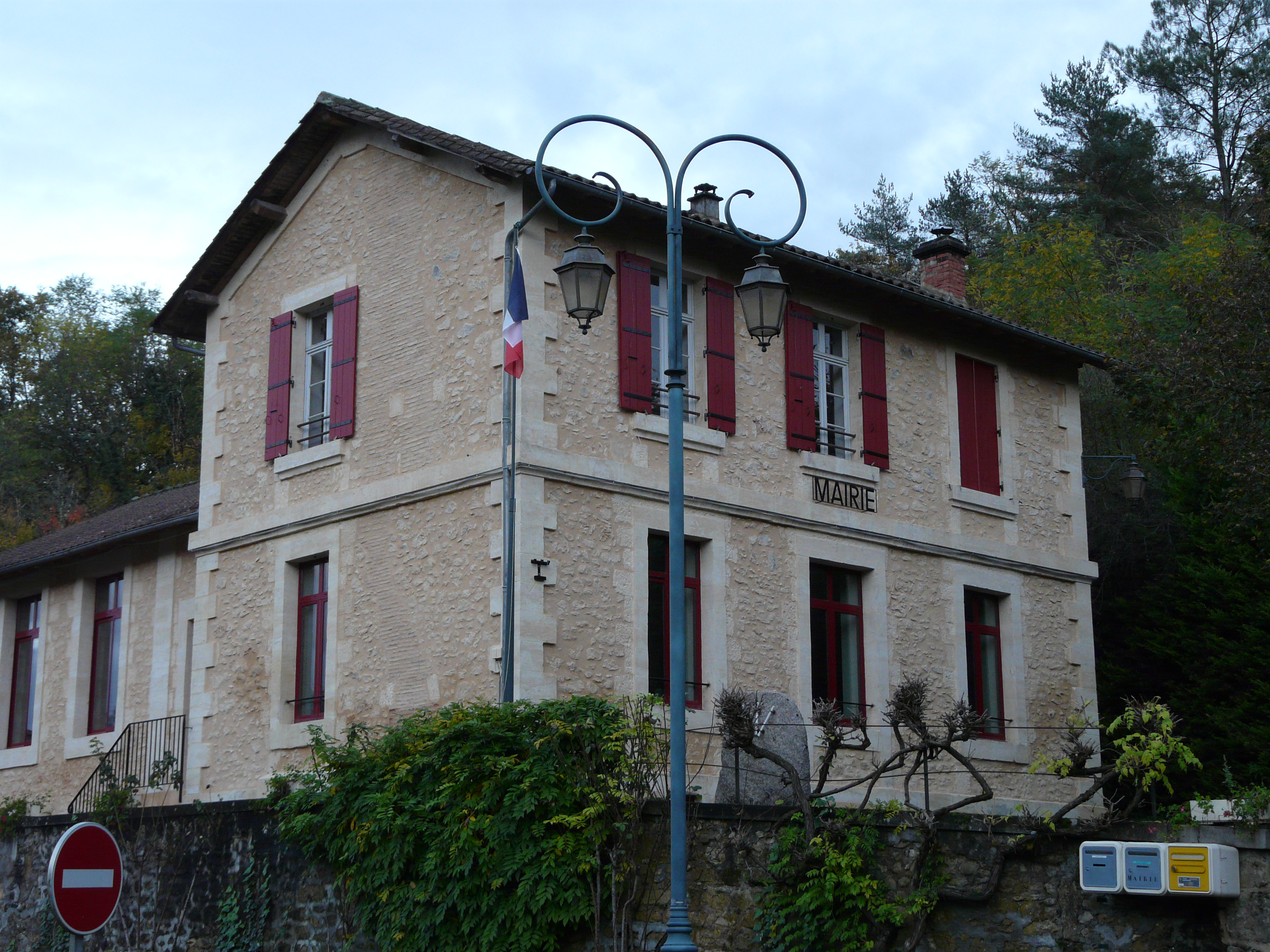
Gemeentehuis
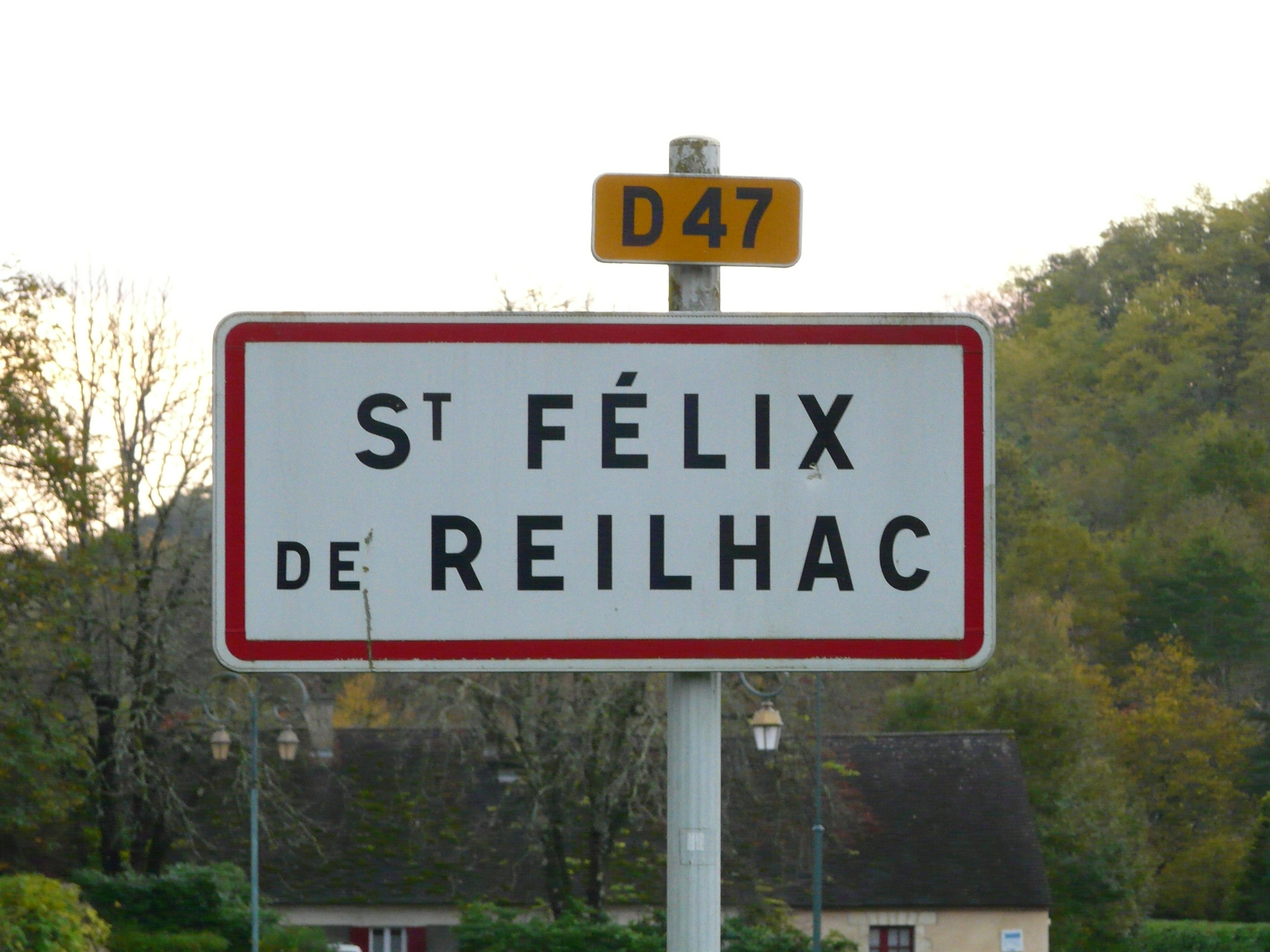
Dorpsrand
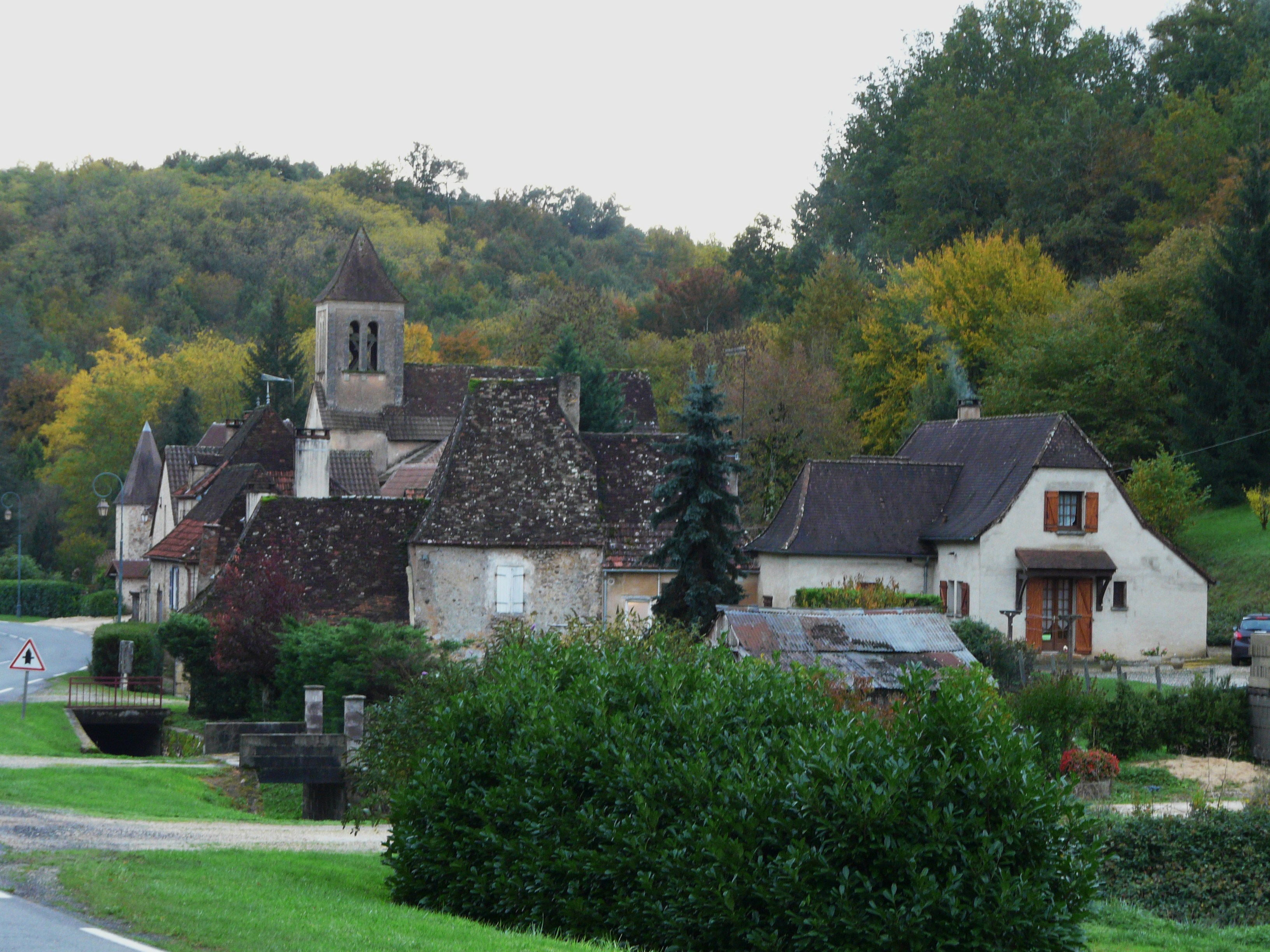
Saint-Félix-de-Reillac

## Geografie
De oppervlakte van Saint-Félix-de-Reillac-et-Mortemart bedraagt 19,4 km², de bevolkingsdichtheid is 11,0 inwoners per km².
De onderstaande kaart toont de ligging van Saint-Félix-de-Reillac-et-Mortemart met de belangrijkste infrastructuur en aangrenzende gemeenten.

## Demografie
Onderstaande figuur toont het verloop van het inwonertal (bron: INSEE-tellingen).